# Cauno

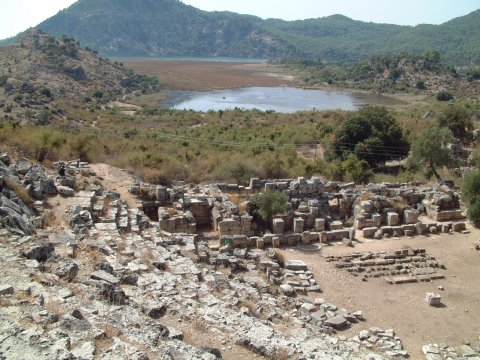
Vista del antiguo puerto de Cauno desde el teatro.

Cauno (en cario Kbid; licio Khbide, griego Καῦνος, latín Caunus) fue una ciudad de la costa sur de Caria, Anatolia, a pocos km de la actual ciudad de Dalyan, Provincia de Muğla, Turquía.
Estaba al oeste de Calinda, poblada por los caunios. A este pueblo Heródoto lo consideraba nativo del país, pero añade que ellos mismos decían que eran descendientes de los cretenses; vestían de diferente manera que los carios y otros pueblos y hablaban una lengua diferente del cario. Como costumbre a destacar, Heródoto menciona que mujeres y niños se reunían en grupo para beber. En un principio creían en dioses extranjeros, pero luego adoptaron únicamente los de sus antepasados.
En el siglo siglo VI a. C., los caunios lucharon contra Harpago —general al servicio del rey persa Ciro— al igual que sus vecinos licios. Fue conquistada después de la capitulación de la ciudad licia de Janto.
Heródoto también comenta que Cauno, reticente en un principio a rebelarse contra la dominación persa, se unió a la revuelta jónica en 499 a. C..
Tucídides habla de la expedición de Pericles y de la batalla naval de Tragia (440 a. C.) y menciona a Cauno como una ciudad separada de Caria. La región de Perea Rodia en la cual estaba Cauno pertenecía a Rodas, pero ésta no la dominaba entonces, pero sí la dominaba en tiempos de Alejandro Magno.
Después de la muerte de Alejandro, acabó en manos de Ptolomeo I Sóter (309 a. C.) y Rodas la compró a los generales de Ptolomeo por 200 talentos; los rodios aseguraron que habían recibido Estratonicea, otra ciudad de Caria, como donación de Antíoco I Sóter. 
Los romanos les obligaron a retirarse de Cauno y Estratonicea (190 a. C.), pero más tarde volvieron los rodios a los dos sitios y le dieron Caria (167 a. C.), pero Cauno siguió independiente bajo soberanía rodia. 
En 88 a. C. los caunios participaron en la matanza de romanos instigada por Mitrídates VI Eupator, rey del Ponto, y en castigo, Roma incorporó Cauno al dominio directo de Rodas. Los caunios se rebelaron (hacia el 81 a. C.), pero sin éxito porque en 59 a. C. se sabe que estaban bajo dominio rodio. Más tarde pidieron ser separados de Rodas y estar directamente sujetos a Roma, y aunque al principio no se le concedió, parece que más tarde fueron hechos ciudad libre, tal como lo menciona Estrabón.
En Cauno nació el pintor Protógenes.